# Drosophila kuoni
Drosophila kuoni är en tvåvingeart som beskrevs av Burla 1954. Drosophila kuoni ingår i släktet Drosophila och familjen daggflugor.
Artens utbredningsområde är Elfenbenskusten.